# Everybody Knows This Is Nowhere
Everybody Knows This Is Nowhere är ett musikalbum från 1969 av Neil Young, det första med kompbandet Crazy Horse. Albumet innehåller klassiska låtar som "Cinnamon Girl", "Down By the River" och "Cowgirl in the Sand".

## Låtlista
Samtliga låtar skrivna av Neil Young
1. "Cinnamon Girl" - 2:58
2. "Everybody Knows This is Nowhere" - 2:26
3. "Round & Round (It Won't Be Long)" - 5:49
4. "Down By the River" - 9:13
5. "The Losing End (When You're On)" - 4:03
6. "Running Dry (Requiem for The Rockets)" - 5:30
7. "Cowgirl in the Sand" - 10:30

## Medverkande
- Neil Young - gitarr, munspel, sång
- Ralph Molina - trummor, sång
- Billy Talbot - bas
- Danny Whitten - gitarr, sång
- Bobby Notkoff - fiol (spår 6)
- Robin Lane- sång (spår 3)